# Zostera noltii
Zostera noltii é uma espécie de planta com flor pertencente à família Zosteraceae. 
A autoridade científica da espécie é Hornem., tendo sido publicada em Flora Danica 12(3): t. 2041. 1832.

## Portugal
Trata-se de uma espécie presente no território português, nomeadamente em Portugal Continental.
Em termos de naturalidade é nativa da região atrás indicada.

## Protecção
Não se encontra protegida por legislação portuguesa ou da Comunidade Europeia.